# Леду (мифология)
Леду́ (тал. Ledu) — герой талышского эпоса «Ледуле» талышской мифологии, олицетворяющий образ спасителя народа приходящего к талышам в трудную минуту.

## Описание
«Леду» — одна из старейших фигур и народных сказок талышской культуры, сохранившихся до наших дней. Эпическая сказка, часть устного наследия талышей, которое на протяжении веков передавалось из поколения в поколение. Названия этой сказки связано с тем, как произошло историческое событие, и персонажами, которые играют в нем центральную роль, а именно Леду, Мамуд и Зибар.
История Леду считается национальной песней среди талышей, особенно среди южных талышей, и занимает важное место в талышской культуре.

### Сюжет
В древние времена жили два брата по имени Леду и Мамуд, и была у них сестра Зибар, которая славилась своей храбростью, искусством и красотой. Леду и Мамуд не имели себе равных в храбрости и благородстве, и, несмотря на это, они жили очень скромно и просто, как и другие трудолюбивые люди Талыша, занимавшиеся скотоводством. Однажды шахсевены нападают на их жилище, когда Зибар была одна.
Зибар использует талышский музыкальный инструмент «Лала», чтобы сообщить братьям о бандитах и о том, что они должны прийти ей на помощь. «Лала» (lalah), или «Талышский лала» (tolyšə lalah) это флейта с семью отверстиями. Она играет песню, которая сегодня известна как «Леду Бе» то есть «Леду приходи». Леду и Мамуд слышат звуки флейты своей сестры издалека и понимают, что что-то произошло. Поэтому они спешат домой, освобождают сестру, а затем отправляются в погоню за ворами и отбирают у них имущество.
История «Ледуле» всегда сопровождается печальными мелодиями талышской флейты.
Невозможно определить точное время и место, где произошли события о Леду. Более того, существует несколько версий этой истории, которые иногда не согласуются друг с другом в таких деталях, как название, время, место. Однако суть и центральный сюжет легенды остаются нетронутыми во всём Талышском регионе.

### Вариации
В некоторых повествованиях Леду — сестра Мамуда, тогда как в других повествованиях Леду и Мамуд — братья. Или, в какой-то другой версии этой легенды, Леду — это имя собаки, которая была частью этой легенды. По словам талышей из Фумана, эта сказка восходит к временам до прихода ислама в Талыш и Гилян. И они считают, что Леду и Мамуд на самом деле одно и то же лицо; Леду — это имя Мамуда до принятия ислама. Следовательно, герой сказки — Мамуд, и в этой версии в Фуманате нет упоминания о Леду.
Еще одно разногласие между различными версиями сказки о Леду - это имя сестры Леду и Мамуда. В одних версиях имя сестры - Зибар или Зивар. Однако некоторые талыши, особенно в Фумане, называют имя сестры - Ашир.
Последняя область разногласий — происхождение и личность бандитов, однако все они сходятся во мнении, что бандиты не были талышами, а были захватчиками откуда-то из-за Талышских гор. Талыши, которые граничат с племенами шахсевенов, считают, что бандиты в народной сказке Леду были «шахсеванами». Иногда талыши называют их «шай-семанд». Но в Фумане, Шафте и таких областях, как Маклаван, Масуле, Гаштерудхан бандиты, как сообщается, были «дерами». Дерам — это географическое название, расположенное в сегодняшнем Тароме в провинции Зенджан и прямо за талышскими горами в Масуле.